# Megalodon
Der Megalodon (Otodus megalodon, Syn.: Megaselachus megalodon, Carcharocles megalodon oder Carcharodon megalodon) ist eine ausgestorbene Haiart aus der Familie der Otodontidae oder möglicherweise der Makrelenhaie (Lamnidae), die von Louis Agassiz im Jahr 1835 wissenschaftlich beschrieben wurde. Der Fossilbericht dieses Haies reicht vom oberen Miozän bis zur Pliozän-Pleistozän-Grenze vor 3,6 oder 2,6 Mio. Jahren und besteht aus weltweiten Zahn- oder (seltener) Wirbelfunden. Diese Art bevorzugte vermutlich die euphotische Zone warmer Meere. Mit einer geschätzten Maximallänge von 16 bis 20 m war O. megalodon wahrscheinlich die größte Haiart der Erdgeschichte. Merkmale umfassen die enorme Körpergröße und die großen, dreieckigen Zähne, weshalb diese Art früher der Gattung Carcharodon zugeordnet wurde. Neuere Studien vermuten aber eher, dass O. megalodon weniger nahe mit dem Weißen Hai verwandt war, und ordnen das Tier verschiedenen Gattungen zu (Carcharocles, Megaselachus oder Otodus, wovon erstere die geläufigste in wissenschaftlichen Arbeiten, letztere die heute gültige ist), die alle innerhalb der ausgestorbenen Familie Otodontidae liegen. Trotz der spärlichen Überreste beschäftigen sich zahlreiche Studien mit dem Körperbau, der Beißkraft und der Beute dieses Tieres. Der Name setzt sich aus dem altgriechischen Wörtstämmen μεγαλο- megalo- ‹groß› und ὀδοντ- odont- ‹Zahn› zusammen.

## Fossilbericht und Verbreitung

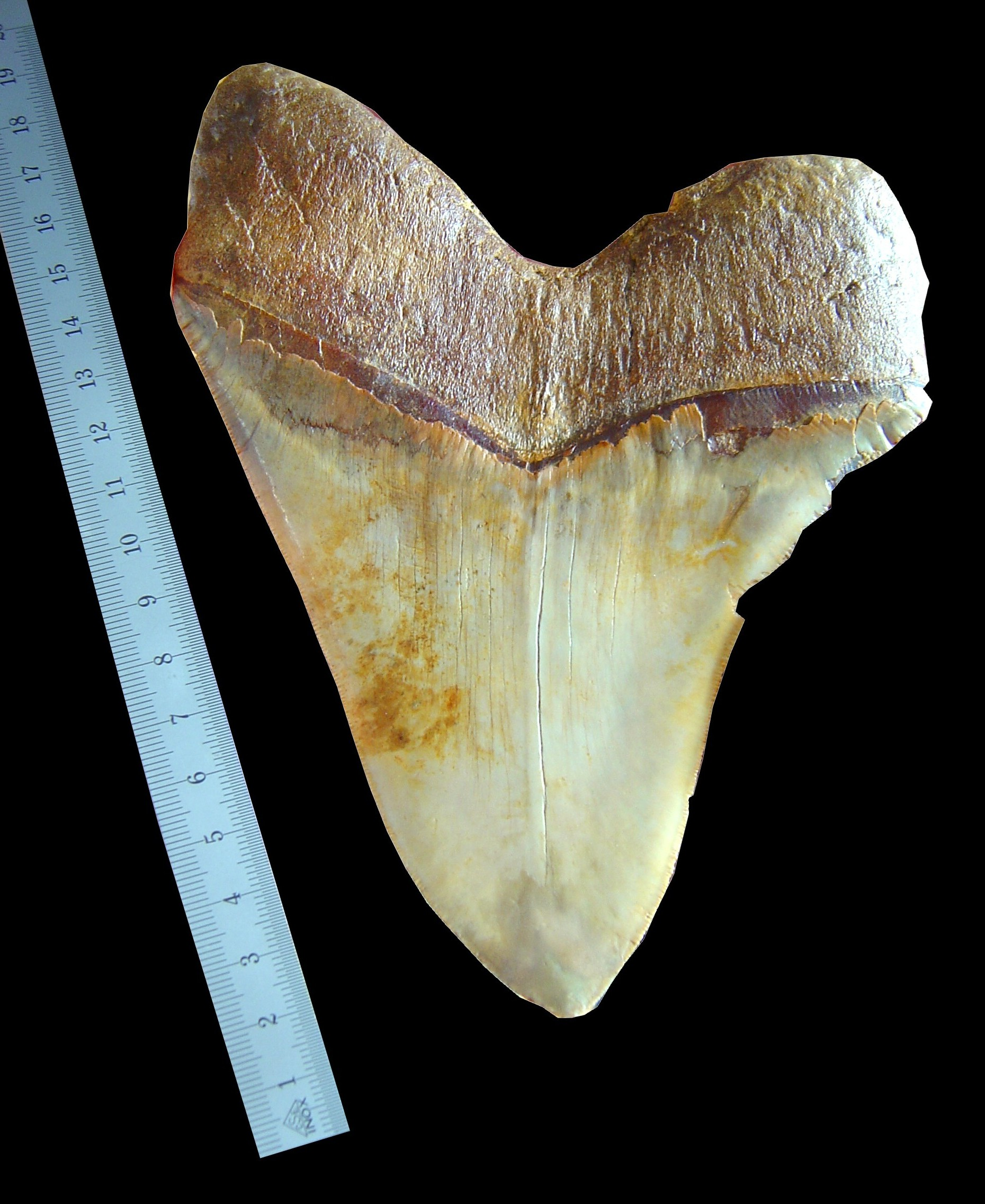
Zahn eines Megalodons

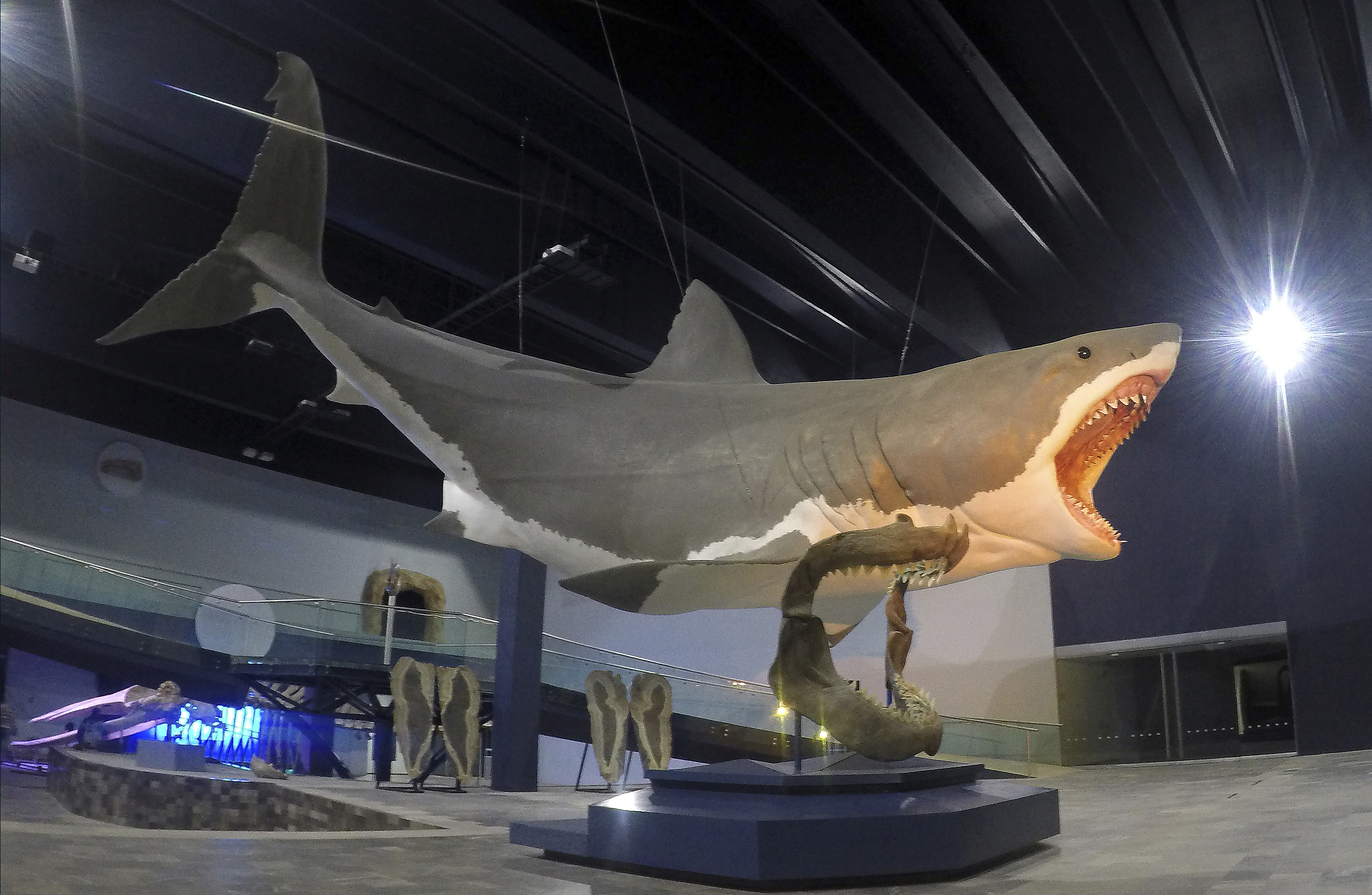
16 m lange plastische Lebendrekonstruktion von Megalodon, im Vordergrund eine Kieferrekonstruktion

Die Existenz des Megalodons wird durch fossile Zähne dokumentiert, die auf ein Alter von 2 bis 17 Millionen Jahren datiert wurden. Sie wurden in Australien, Europa, Afrika, Indien, Japan, Süd- und Nordamerika gefunden, was auf eine weltweite Verbreitung hindeutet. Einige dieser Zähne sind mehr als 18 cm lang. Ähnlich wie der heutige Weiße Hai bevorzugte auch Otodus megalodon wahrscheinlich Küstenregionen in warmen Meeren. Die Zähne werden meistens in Sedimenten gefunden, die auf Meerestiefen von weniger als 200 m hindeuten, allerdings ist es möglich, dass O. megalodon auch in Meerestiefen von bis zu 300 m vorkam. Seine riesigen Zähne wurden von steinzeitlichen Menschen für Speerspitzen und Ähnliches verwendet. Gewöhnlich überdauern bei Knorpelfischen lediglich Zähne und lassen Rückschlüsse auf das Tier zu, der verkalkte Skelettknorpel ist hingegen kaum erhaltungsfähig. Deshalb gibt es von Megalodon lediglich vereinzelte Wirbelfunde sowie Bissspuren an Walknochen. Das am besten erhaltene Exemplar (IRSNB P 9893, ursprünglich IRSNB 3121) ist durch eine Wirbelsäule aus dem Miozän von Belgien bekannt, der 141 Rückenwirbel zugeordnet werden. Der Durchmesser der Wirbel reicht von 5,5 bis 15,5 cm. Der größte bekannte Wirbel, der O. megalodon zugeordnet werden kann, wurde in einem Verband von 20 Wirbeln (NHMD 157890) in der obermiozänen Gram-Formation in Dänemark gefunden und hat einen Durchmesser von ungefähr 23,0 cm.
Einige prismatische Knorpel aus späten känozoischen Schichten könnten zu O. megalodon gehören, allerdings ist dies umstritten.

## Merkmale

### Zähne und Kiefer

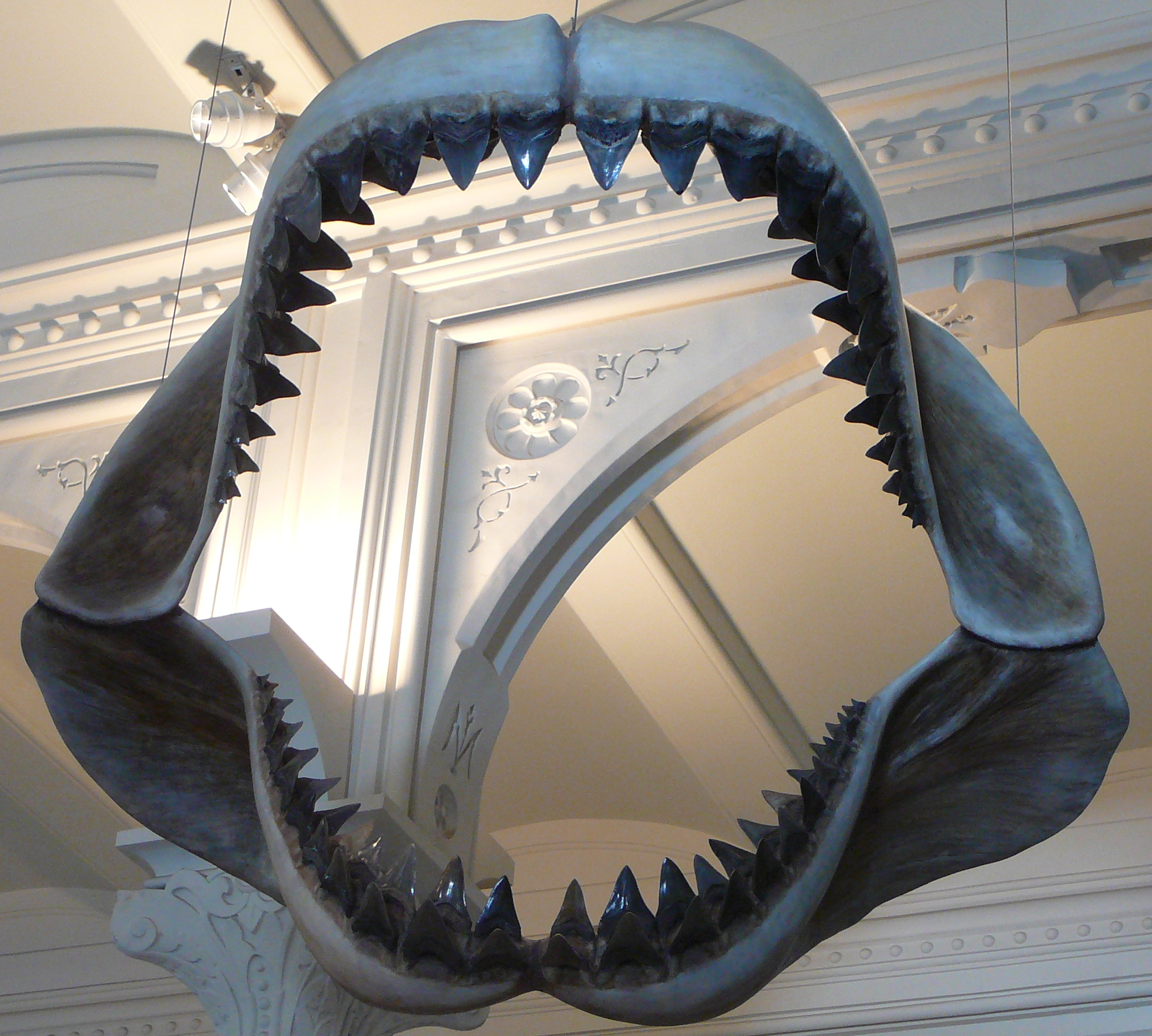
Kieferrekonstruktion eines Megalodons, ausgestellt im American Museum of Natural History

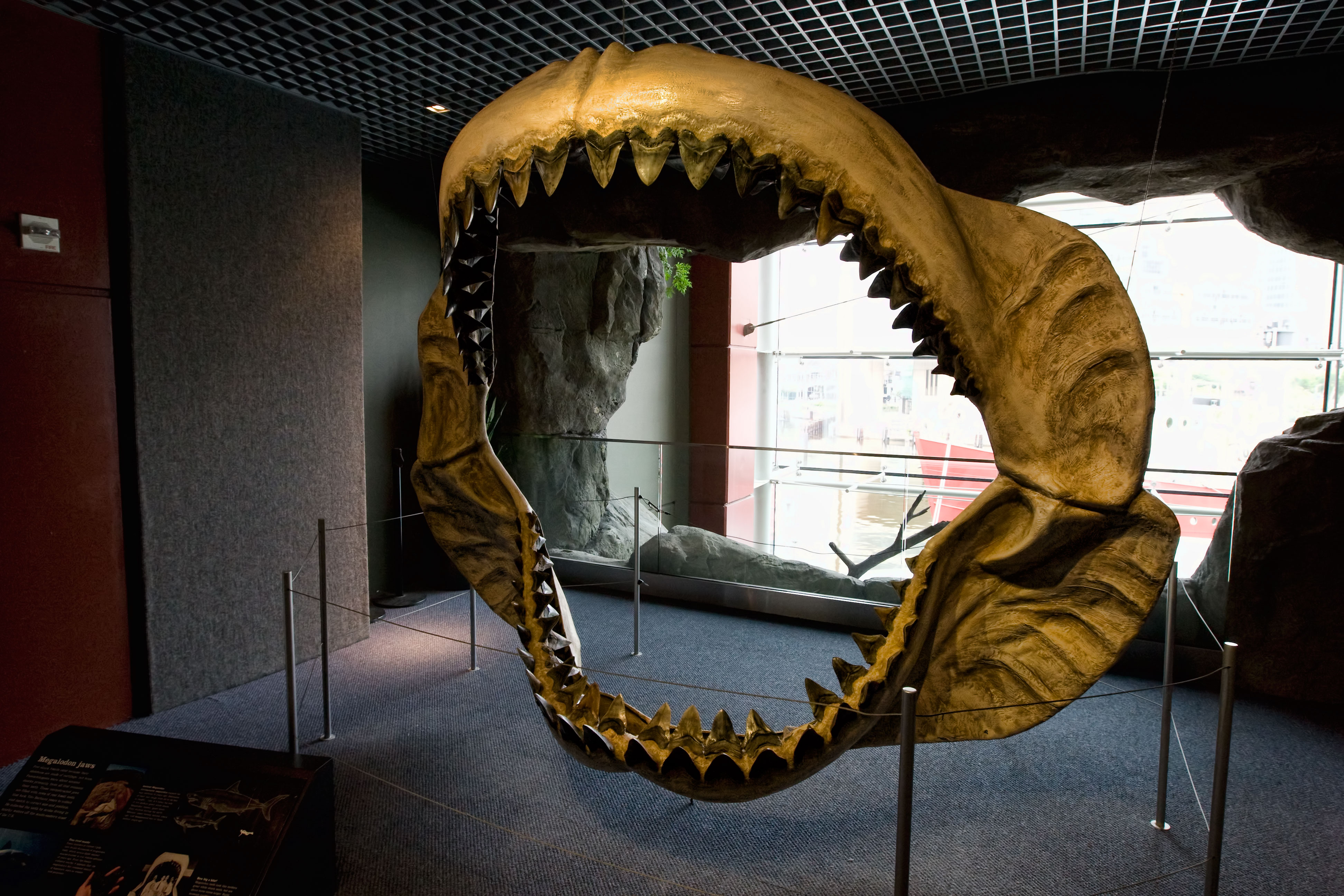
Kieferrekonstruktion eines Megalodons, ausgestellt im National Aquarium in Baltimore

O. megalodon hatte dreieckige Zähne mit fein gesägten Schneidekanten und einer V-förmig eingebuchteten Zahnwurzel. Während die vorderen Zähne groß und symmetrisch sind, sind die hinteren eher asymmetrisch mit einer leicht schrägen Krone. Neben den vorderen und hinteren Zähnen verfügte O. megalodon noch über seitliche Zähne und Zwischenzähne (engl. intermediate tooth) im Oberkiefer. Im Oberkiefer verfügt O. megalodon über vier vordere Zähne, zwei Zwischenzähne, 14 seitliche und acht hintere Zähne. Im Unterkiefer sind es sechs vordere, 16 seitliche und acht hintere Zähne. In einigen Studien wird nur zwischen vorderen und seitlichen Zähnen unterschieden. Seitliche Zacken an der Zahnwurzel (welche bei den Verwandten von O. megalodon vorkommen) fehlen, allerdings sind sie bei Jungtieren gelegentlich vorhanden. Die Zähne sind breit, aber nicht sehr dick. Auf Basis der Zahngröße und den Proportionen eines heutigen Weißen Hais wurde ein Gebiss rekonstruiert, das groß genug gewesen wäre, einen aufrecht stehenden Menschen zu verschlingen. Das Gebiss wird auf eine Breite von über 3 m und eine Höhe von über 2,5 m geschätzt. Die Kiefer wurden von Gottfried und Kollegen als größer, robuster, massiver und mit stärkeren Muskeln als die des Weißen Hais rekonstruiert.

### Wirbel
Wirbel von O. megalodon werden selten gefunden. Die 20 Wirbel aus der Gram-Formation des Oberen Miozäns von Dänemark (NHMD 157890) sowie die 141 Wirbel aus Belgien (IRSNB P 9893) erlauben jedoch Einblicke in die Wirbelanatomie von O. megalodon. Die Wirbelkörper waren kurz und hoch gebaut. Alle Wirbel verfügten über verkalkte Oberflächen in den Gelenkhöhlen. Die Wirbel unterscheiden sich von denen des Riesenhais (welche oft in denselben Formationen gefunden werden und ähnlich groß sind) durch dickere Wände, einen weniger länglichen Bau und kleinere Löcher in der Mitte. Es wird vermutet, dass die Wirbelsäule von O. megalodon aus 190 bis 200 Wirbeln bestand, womit sie deutlich mehr Wirbel hätte als die des Weißen Hais.

### Körperbau

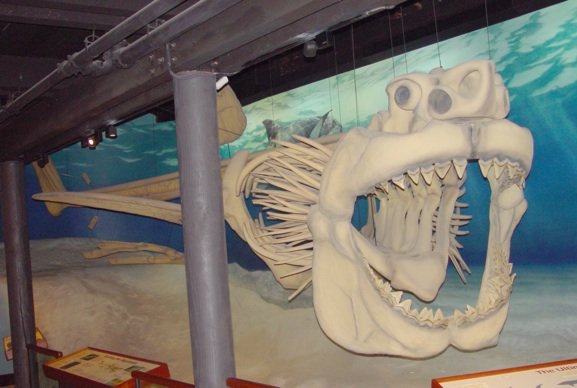
Rekonstruiertes O.-megalodon-Skelett. Ausgestellt im Calvert Marine Museum.

Über den Körperbau ist so gut wie nichts bekannt, da außer einigen Wirbeln und Zähnen nichts gefunden wurde. Dennoch gibt es ein rekonstruiertes Skelett, basierend auf dem des Weißen Hais. Dort wird O. megalodon mit einem proportional breiteren Kiefer und proportional etwas längeren Flossen als der heutige Weiße Hai dargestellt; außerdem ist er in der Rekonstruktion viel kräftiger gebaut.
Andere Forscher nehmen an, dass O. megalodon mit dem Sandtigerhai näher verwandt war als mit dem Weißen Hai und daher diesem ähnlicher sah. Bretton Kent bezweifelt dies jedoch, da der Körperbau des Sandtigerhais auf Beschleunigung ausgelegt ist. Um die Schwimmfähigkeit beizubehalten, brauchte ein derart großer Sandtigerhai proportional viel größere Flossen. Sie wären beim Schwimmen hinderlich, weil für ihre Bewegung viel Kraft notwendig wäre. Daher vermutet Kent, dass die einzige Körperform, die für einen derart großen Hai in Frage käme, eine sei, die auf energiesparende Dauergeschwindigkeit ausgelegt ist. Kent schlägt den Wal- und Riesenhai als Basis für die Körperform vor. Diese haben eine sichelförmige Schwanzflosse und eine kleine Afterflosse. Diese Körperform verringert die Zugkraft beim Schwimmen. Andere große Schwimmer (Weißer Hai, Makohaie, Speerfische und Thunfische) verfügen ebenfalls über solche Merkmale. Dem gegenüber kommen mehrere Studien aus den Jahren 2024 und 2025 zu dem Schluss, dass die Körperform von O. megalodon eher der heutiger Makohaie oder Zitronenhaie entsprach. Ihnen liegt die in Belgien gefundene und teils vollständig erhaltene Wirbelsäule mit insgesamt 141 Wirbeln zugrunde (IRSNB P 9893). Demnach war O. megalodon möglicherweise länger als bisher angenommen, dafür aber wesentlich schlanker gebaut als im Vergleich der Weiße Hai. Ein längergestreckter Körper wirkt sich allerdings auch auf die Lebensweise und Körperfunktionen aus, die dadurch markant vom Weißen Hai abgewichen haben könnten.
Allometrische Vergleiche mit mehreren ökologisch ähnlichen und im Verhalten vergleichbaren rezenten Vertretern der Makrelenhaie würde für ein rund 16 m langes Exemplar von O. megalodon eine Schädellänge von gut 4,65 m annehmen lassen, was rund 29 % der Gesamtlänge entspräche. Die Rückenflosse wäre gut 1,62 m hoch (10 %) und 1,99 m lang (12 %), während die gesamte Körperhöhe gemessen an und einschließlich der Rückenflosse 4,53 m (28 %) betragen würde. Die Schwanzflosse wiederum könnte bis zu 3,85 m Höhe (24 %) erreicht haben, die Brustflosse wäre mit 3,1 m etwas kleiner. Im Gesamtkontext dieser Rekonstruktion hätte O. megalodon einen etwas kompakteren und stämmigeren Körperbau, als bei einem reinen Vergleich mit dem Weißen Hai.
Andere Autoren sehen derartige Rekonstruktionsversuche basierend auf allometrischen oder formalen Vergleichen als schwierig an und verweisen auf die relative Vielgestaltigkeit der Makrelenhaie und die komplexen Verwandtschaftsverhältnisse innerhalb der Gruppe. Demnach wäre umfangreicheres und aussagekräftigeres Fossilmaterial Voraussetzung, um die Körperproportionen exakter bestimmen zu können. Ein wie in der Vergangenheit häufig vorgenommener Vergleich von Megalodon mit dem Weißen Hai basiert daher auch lediglich in der Auffassung beider als Spitzenprädator im jeweiligen Ökosystem.

### Größe

Megalodon (grau und rot) mit einem Walhai (violett), Weißen Hai (grün) und einem Menschen (schwarz)

Über die Größe von O. megalodon gibt es unterschiedliche Meinungen. Frühere Schätzungen reichten von 9 bis 30 m. Die 30-m-Angaben wurden später (1994) als nicht haltbar angesehen, darauf folgende Schätzungen gingen von 12 bis 18 m als Spanne für die Größe eines erwachsenen Megalodon aus. Michael Gottfried (1996) errechnete die Größe des größten damals bekannten Exemplars, basierend auf einem 168 mm hohen Zahn. Die Berechnungen basieren auf der Vermutung, dass das Verhältnis zwischen der Höhe der vorderen Zähne und der Gesamtlänge Ähnlichkeiten mit dem eines Weißen Hais aufwies. Diese Vermutung wurde dadurch gestützt, dass Weiße Haie bereits relativ große Zähne haben und dass O. megalodon proportional breitere Zähne hatte als der Weiße Hai. Daher sind proportional längere Zähne unwahrscheinlich. Gottfried gab eine konservative Rechnung von 15,9 m und ungefähr 50 t, eine mittlere Angabe von 17 m und 60 t und eine großzügige Angabe von 20,2 m und 103 t. Diese Methode und die Zahlenangaben sind relativ weit akzeptiert. Mit einer vergleichbaren Methode kam Kenshu Shimada im Jahr 2019 auf Körperlängen von 14,2 bis 15,3 m, wobei sich der letztere Wert auf den auch von Gottfried 1996 verwendeten Zahn bezieht. Nach Shimadas Auffassung wurden Größen über 15 m aber nur selten erreicht.
Eine alternative Methode benutzt die Zahnweite der oberen vorderen Zähne zur Berechnung der Größe. Mit ihr lässt sich der Besitzer eines 12 cm weiten Zahns auf 16,5 m Gesamtlänge schätzen. Die Methode wird dadurch gestützt, dass sich der Kieferumfang (welcher sich aus der Weite des größten Zahns ergibt) proportional zur Größe des Tieres verhält. Dieses Prinzip ist bei den meisten großen Haien anwendbar. Exemplare mit einer Körpergröße von weniger als 10,5 m werden als Jungtiere und Exemplare mit einer Größe von weniger als 4 m als Neugeborene definiert. Gottfried vermutet, dass Männchen Größen von 10 bis 14 m erreichten, während laut seinen Angaben Weibchen 13 bis 17 m erreichten.
In weiteren Studien wurde als alternative Methode zur Körpergrößenbestimmung die Wirbelgröße und Länge der Wirbelsäule benutzt, wobei hier das relativ vollständige Exemplar aus dem Miozän Belgiens (IRSNB P 9893) die Basis bildet. Bereits Mitte der 1990er Jahre war alleinig anhand des größten zugehörigen Wirbels mit einem Durchmesser von 15,5 cm unter Bezug auf den Weißen Hai eine Gesamtlänge des Individuums von 9,2 m ermittelt worden. Jüngeren Rekonstruktionen zufolge weist die gesamte Wirbelsäule aber bereits eine Länge von 11,1 m auf, wobei hier der Schwanzanteil und zuzüglich der Schädel fehlen. In einer Untersuchung aus dem Jahr 2025 wurde diese Rekonstruktion der Wirbelsäule als Basis genommen und um den theoretischen Anteil des Kopfes und des Schwanzes für die Geamtlängenberechnung ergänzt. Das Verhältnis der Rumpflänge zur Kopf- und Schwanzlänge bei heutigen Makrelenhaien variiert zwischen 42 % beim Gemeinen Fuchshai und 71 % beim Riesenhai. Unter Ausschluss von Tieren mit extrem verlängertem Rostrum oder Schwanz beträgt der Durchschnittswert des Kopfanteils an der Gesamtlänge bei den rezenten Arten 16,6 % und der des Schwanzteils 32,6 %. Für das Individuum aus Belgien ergäbe sich dadurch eine Gesamtlänge von 16,4 m. Im Vergleich zu dem größten Wirbel des Individuums aus Belgien, misst das größte bekannte Exemplar, aus der obermiozänen Gram-Formation in Dänemark stammend (NHMD 157890), insgesamt 23 cm. Die gleichen Verhältniswerte angewendet würde dieses Individuum eine Gesamtlänge von 24,3 m erreicht haben. Unter theoretischer Annahme, dass O. megalodon vergleichbar zu einigen anderen Makrelenhaien einen außerordentlich verlängerten Schädel oder Schwanz besaß, variieren die Extremwerte für das Individuum aus Belgien zwischen 13,2 und 33,1 m und für jenes aus Dänemark zwischen 19,6 und 49,1 m. Letztere Angaben werden aber als unwahrscheinlich angesehen. Das Körpergewicht ist wiederum abhängig vom Körperbau, der bei heutigen Haien von sehr langgestreckt-schlank beim Zitronenhai über kräftig beim Weißen Hai bis kurz-stämmig beim Heringshai reicht. Diese variablen Formen berücksichtigend müsste für das Megalodon-Individuum aus Belgien ein Gewicht zwischen 26,9 und 33,3 t (durchschnittlich 30 t) sowie für das aus Dänemark zwischen 83,6 und 104,7 t (durchschnittlich 94 t) veranschlagt werden. Sowohl die Gesamtlänge als auch das Körpergewicht setzen bezüglich des unterschiedlichen Größenverhältnisses zwischen dem Individuum aus Belgien und dem aus Dänemark voraus, dass das Wachstum der Körperproportionen während der Ontogenese einheitlich verlief.
Ursprünglich deuteten Vergleiche von Zähnen aus verschiedenen lithostratigraphischen Einheiten darauf hin, dass die Größe von O. megalodon mit der Zeit zunahm. Jedoch konnte eine Studie aus dem Jahr 2015 diese Hypothese anhand von 544 O. megalodon-Zähnen aller Altersstufen nicht bestätigen. Die Körperlänge wurde hier mithilfe der Zahnhöhe berechnet, als Basis dafür dient der Weiße Hai. Die Körperlänge der Exemplare reichte (laut der genannten Berechnung) von 2,2 bis 17,9 m mit einem Durchschnittswert von ungefähr 10 m. Der höchste Durchschnittswert findet sich bei Exemplaren aus dem späten Miozän.
Einer Studie aus dem Jahr 2022 zufolge bestanden möglicherweise lokale Größenunterschiede. Demnach wurden Individuen aus Regionen mit kühleren Meeresströmungen durchschnittlich größer als solche aus Gebieten mit wärmeren. So lassen sich anhand der Zähne aus der Yorktown-Formation im östlichen Nordamerika mit einer geschätzten mittleren Wassertemperatur von 21 °C durchschnittliche Individuengrößen von 10,1 m ermitteln. Für die Bone-Valley-Formation im südöstlichen Nordamerika liegen die entsprechenden Werte bei 29 °C und 5,4 m. Es ist zwar nicht auszuschließen, dass die regional auftretenden geringeren Längenwerte Individuen aus „Kinderstuben“ widerspiegeln, doch werden die Ergebnisse der Analyse vorerst mit dem Wirken der Bergmannschen Regel begründet. Demnach kamen die extrem großen Exemplare lediglich in kühleren Meeresregionen vor.

## Paläobiologie

### Beißkraft

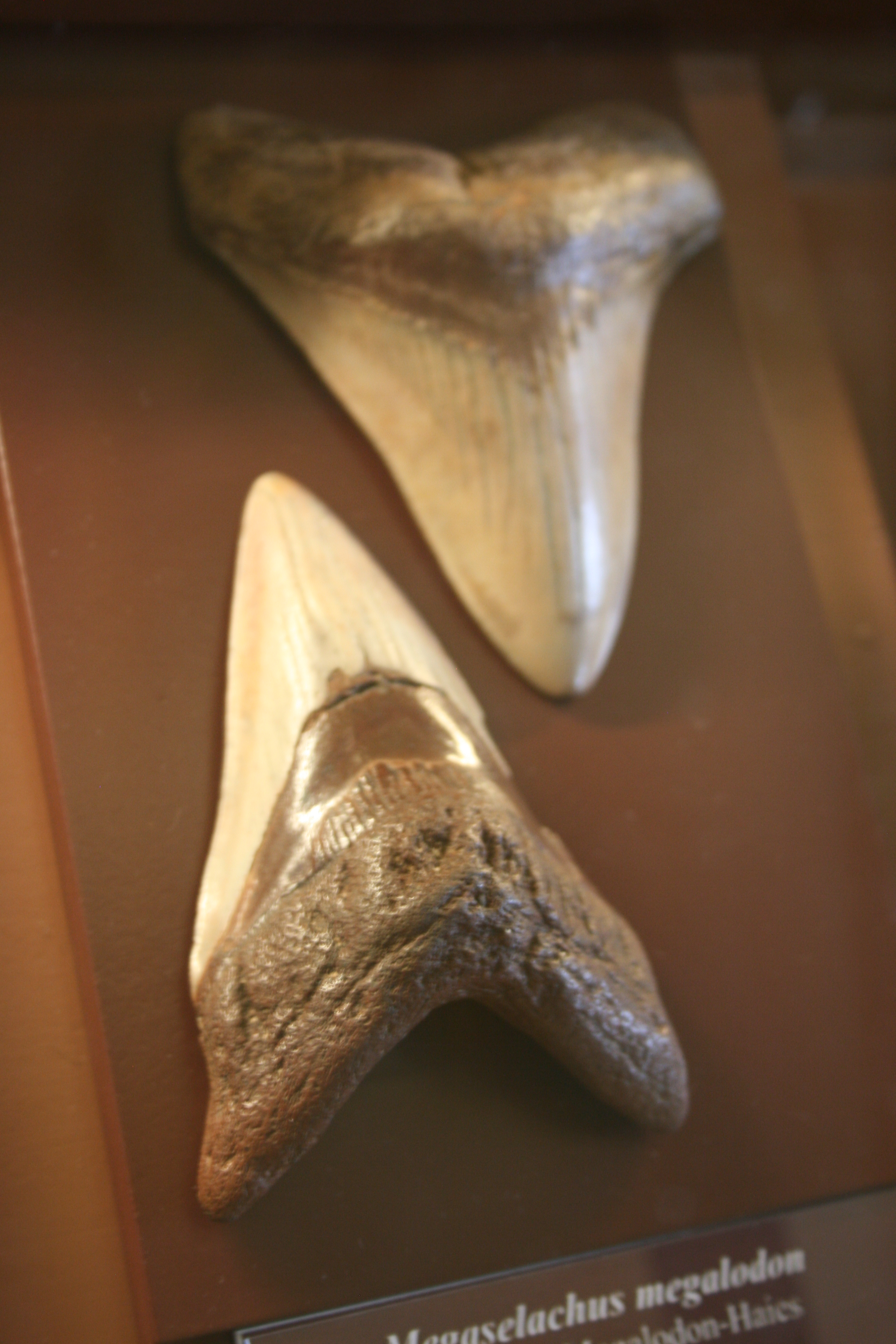
Zähne eines Megalodons im Naturhistorischen Museum Wien

Für O. megalodon gibt es Berechnungen der Beißkräfte, basierend auf einer Skalierung vom Weißen Hai. Das verwendete Individuum ist ein Jungtier, das 2,5 m lang und 240 kg schwer ist. Im hinteren Teil des Kiefers beträgt die Beißkraft des verwendeten Individuums ungefähr 3,1 kN. Zum Skalieren wurden die Gewichtswerte von Gottfried (1996) verwendet. Für die niedrigere Grenze (~50 t) wurde eine Beißkraft von rund 109 kN ermittelt. Für die obere Grenze von 103 t war das Ergebnis nach Computerberechnungen 182 kN. Damit wäre die Beißkraft des Megalodons bis zu zehnmal so stark wie die in derselben Studie errechnete Beißkraft des Weißen Hais.
Die Forscher weisen darauf hin, dass die Kräfte, die beim Biss auf das Beutetier einwirkten, wahrscheinlich höher waren als die errechneten Werte. Das liegt daran, dass Haie beim Töten ihrer Beute ihre Kiefer oft schütteln.

### Ernährung

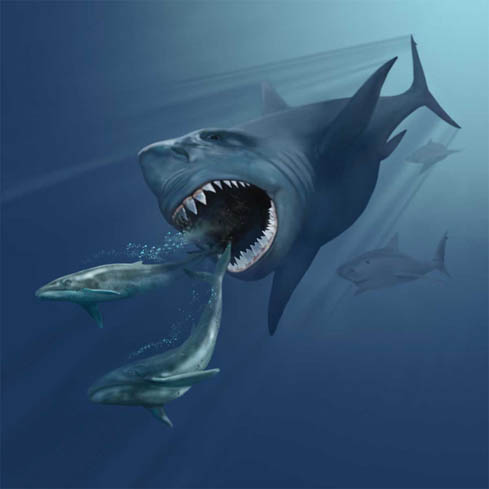
Künstlerische Darstellung eines Megalodons. Um einen Eindruck von der Größe zu vermitteln, ist auf der Abbildung die Jagd auf zwei Wale der Gattung Eobalaenoptera illustriert.

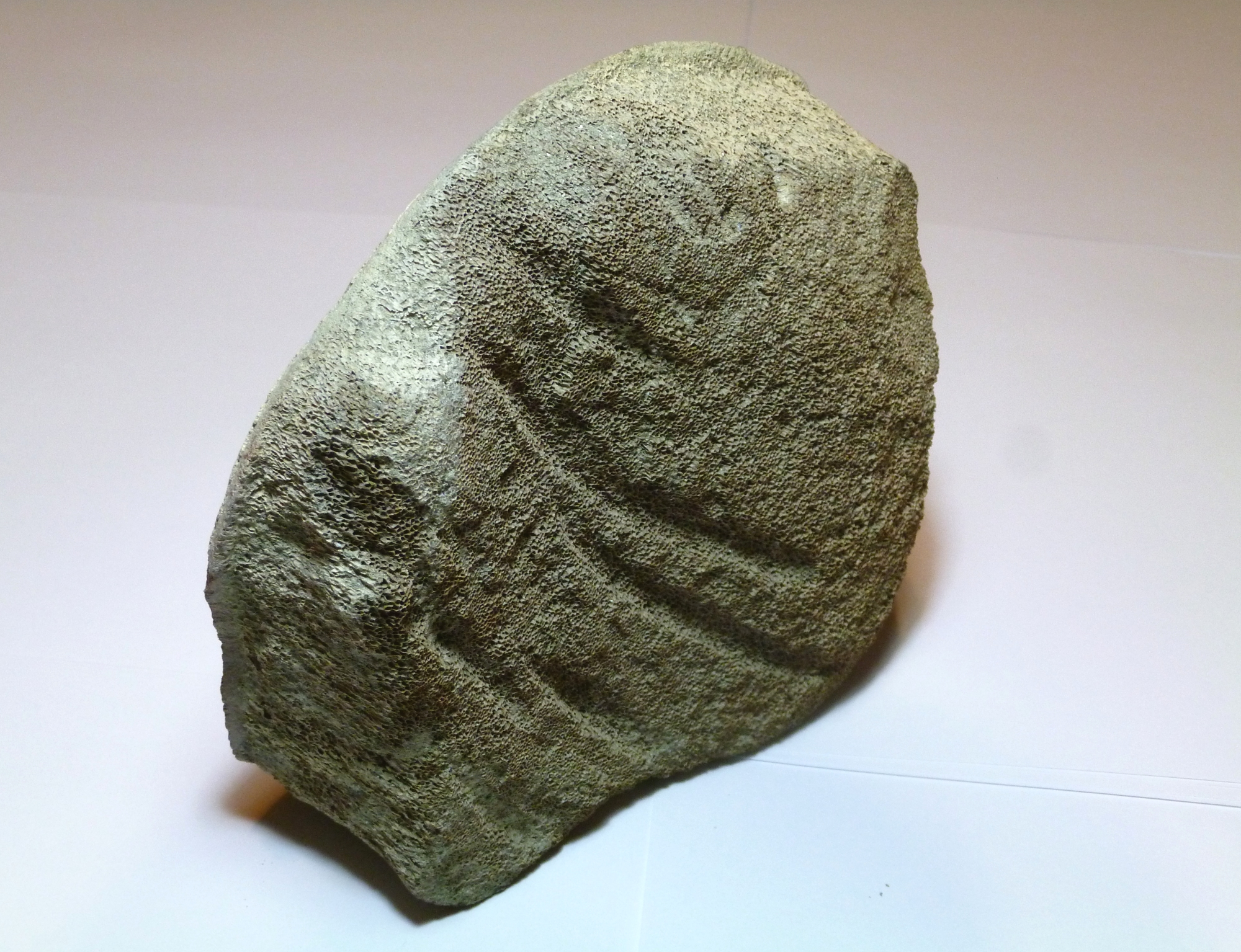
Walwirbel mit O. megalodon-Bissspuren

O. megalodon war vermutlich ein Spitzenprädator, der gemäß einigen Isotopenanalysen basierend auf Stickstoff die höchste Position in der Nahrungskette einnahm. Erwachsenen Exemplare von O. megalodon bevorzugten möglicherweise große Wale als Beute, Jungtiere werden als Jäger von kleineren Walen gesehen. Hinweise darauf liefert der Umstand, dass größere Bartenwale in den bevorzugten Jagdgründen der Jungtiere fehlten. Sehr junge Individuen fraßen vermutlich Fische oder vielleicht sogar Dugongs. In seichten, tropischen Meeren waren Fische, Schildkröten, Seekühe und kleine Wale vermutlich die bevorzugte Beute.
Man vermutet einen Zusammenhang zwischen der großen Artenvielfalt von Walen am Anfang des Miozän und dem Auftauchen von O. megalodon. Auch im Pliozän waren Bartenwale, Zahnwale und Robben sehr zahlreich vorhanden. Als Hinweise einer Bejagung von Walen durch O. megalodon werden Zahnspuren an den Flossen und Wirbeln der Meeressäuger gewertet. Nach Analyse von 70 Bissspuren an Walknochen waren in zwei Drittel der Fälle die Flossen, die Schultern oder die Brustwirbel das Ziel des Angriffs. Aufgrund der Platzierung der Bisse wird vermutet, dass O. megalodon zuerst die Flossen seiner Opfer abriss, und sie damit bewegungsunfähig machte. Da viele Bisse in der Schulter- oder Brustregion erfolgten, wird außerdem angenommen, dass O. megalodon die Knochen des Opfers angriff, welche von Weißen Haien meistens gemieden werden. Wahrscheinlich attackierte O. megalodon wichtige Organe wie die Lunge oder das Herz, was den sofortigen Tod einleitet, anders als der Biss des Weißen Hais, der das Opfer eher verbluten lässt. Dass nicht alle Angriffe auf Wale erfolgreich verliefen geben verheilte Bissspuren an einem Bartenwal-Wirbel an. Die Spur wurde durch einen Zahn verursacht, der rekonstruiert knapp 6 cm weit und 7 bis 8 cm hoch war. Allerdings ist nicht entscheidbar, ob der Zahnabdruck von einem jüngeren Individuum von O. megalodon, einem Weißen Hai, von Parotodus oder einem anderen Tier (zum Beispiel einem Zahnwal) stammt. Aufgrund der vermuteten Kieferform ist ein Hai als Verursacher jedoch am wahrscheinlichsten.
Allerdings zeigt eine Isotopenstudie aus dem Jahr 2025, die erstmals Zink-Isotope (δ66Zn) im Zahnschmelz von Megalodon-Fossilien analysierte, dass die Haie nicht stets die höchste Position in der Nahrungskette besetzten, sondern bezüglich ihrer Ernährung weitaus flexibler waren. Je nach Region nutzten sie auch Beute typisch für niedrigere Positionen in der Nahrungskette, was durch überlappende Isotopenwerte mit anderen Beutegreifern jener Zeit erkenntlich wird. Als Untersuchungsobjekte standen hauptsächlich Zähne aus verschiedenen Fundstellen des Molassegebietes des südlichen Mitteleuropas zur Verfügung. Die Autoren der Untersuchung charakterisieren O. megalodon daher als „opportunistischen Superprädator“.

### Energiehaushalt
Anhand von Isotopenanalysen an Zähnen von O. megalodon aus verschiedenen Fundregionen konnte ermittelt werden, dass die Tiere eine relativ stabile Körpertemperatur aufwiesen, die durchschnittlich bei 26 bis 27 °C lag. Parallel durchgeführte Untersuchungen an Muschelschalen aus den gleichen Gesteinslagen ergaben eine damalige Meerestemperatur im Lebensraum von Megalodon von rund 21 °C. Demnach konnte Megalodon seine Körpertemperatur stabilisieren und mehrere Grad über der Umgebungstemperatur halten. Der Effekt einer relativ konstanten Körpertemperatur wird als Endothermie bezeichnet. Dies ist unter den Fischen von heutigen Makrelenhaien bekannt und wurde teilweise auch beim im Vergleich zu O. megalodon ähnlich großen Walhai beobachtet, ebenso wie beim Riesenhai. Gegenüber sympatrischen Makrelenhaien aus den gleichen Gesteinsformationen wie etwa der Gattung Carcharodon war die Körpertemperatur von O megalodon etwas höher. Möglicherweise befähigte Megalodon die konstante Körpertemperatur auch kühlere Meeresregionen aufzusuchen oder schnellere Jagdattacken durchzuführen.

### Fortbewegung
Teilweise wird angenommen, dass O. megalodon ein relativ schneller Schwimmer war, der sich mit Geschwindigkeiten von 4,8 bis 5,1 km/h im Meer fortbewegte. Dies wäre deutlich schneller als es für den heutigen Weißen Hai mit durchschnittlich 3,5 km/h oder Makohaie mit 3,3 km/h dokumentiert ist. Im Vergleich zu diesen sind Heringshaie mit 3,6 bis 3,9 km/h schneller unterwegs. Ebenso erreichen der Wal- und Riesenhai ähnlich hohe Geschwindigkeiten zu letztgenannten, was teilweise mit ihrer planktonischen Nahrungsaufnahme nahe der Wasseroberfläche erklärt wird, während der in größeren Tiefen fressende Riesenmaulhai nur halb so schnell ist. Aufgrund des Fehlens vergleichbar großer beutegreifender Fische in der heutigen Meeresfauna ist eine Rekonstruktion der Schwimmbefähigung von O. megalodon  schwierig. Die weltweite Verbreitung von Fossilien lässt aber eine migratorische Lebensweise vermuten, wodurch ein ähnliches Verhalten wie beim Weißen Hai möglich ist. Einige Interpretationen gehen davon aus, dass die Fortbewegungsgeschwindigkeit von O. megalodon daher bei durchschnittlich 2,1 bis 3,5 km/h lag. Aufgrund der Energieersparnis impliziert dies aber einen schlankeren und weniger kräftigen Körperbau. Andere große Meeresbewohner wie die Wale sind im Vergleich zu den meisten Makrelenhaien doppelt bis dreimal so schnell, was in der abweichenden Schwimmtechnik mit vertikalen anstatt horizontalen Körperbewegungen begründet ist.

### Individualentwicklung

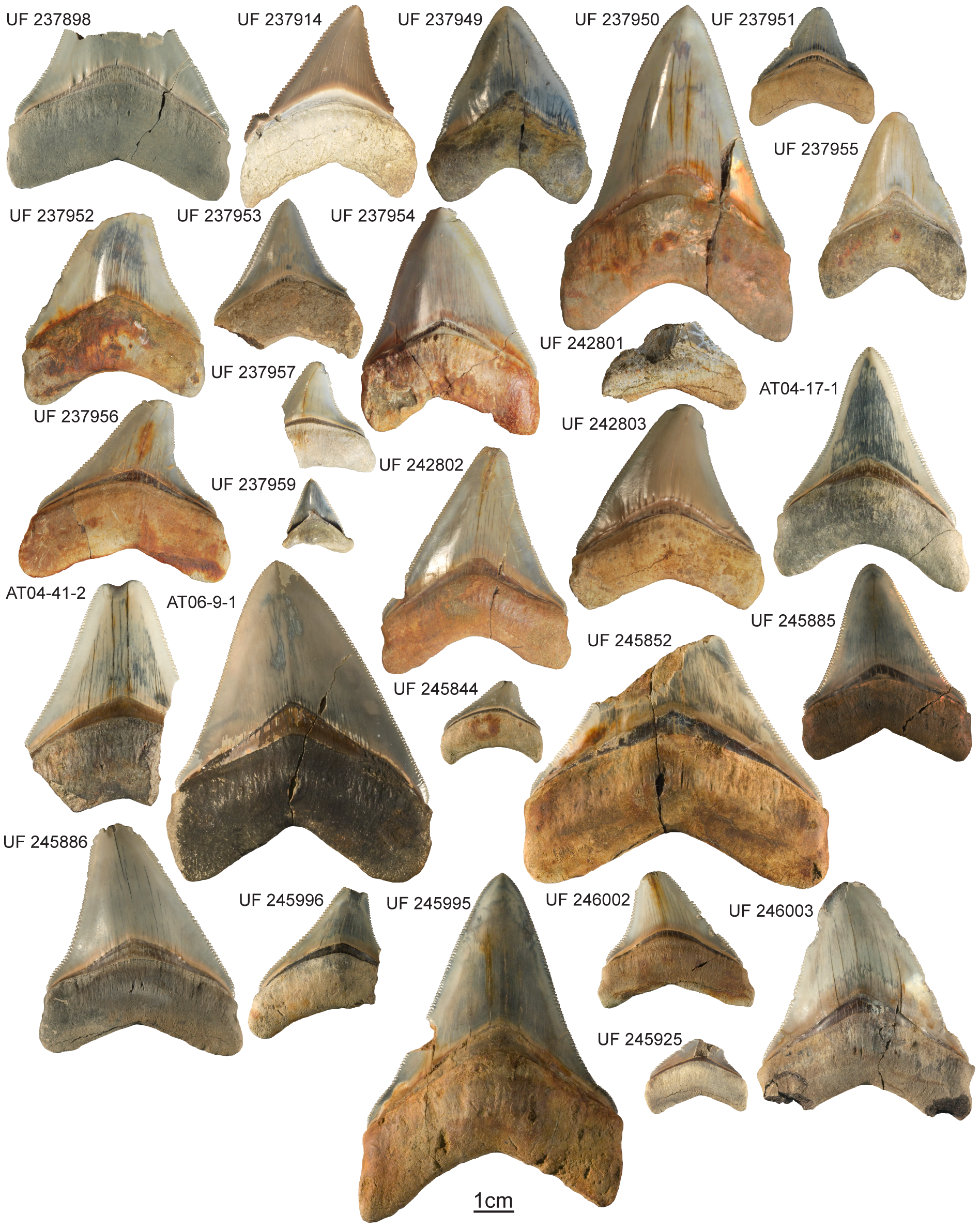
Zähne von O. megalodon-Exemplaren aus der Gatún-Formation

Größenklassen der O. megalodon-Exemplare aus der Gatún-Formation

In der Gatún-Formation (Panama) wurden im Jahr 2010 Zähne gefunden, die 32 O. megalodon-Exemplaren zugeordnet wurden. Von diesen Exemplaren waren 21 Jungtiere (Körpergröße von 4 bis 10 m) und vier Neugeborene (Körpergröße von 2 bis 4 m). Weil die meisten Exemplare nicht ausgewachsen waren, wird davon ausgegangen, dass es sich bei der Gatún-Formation um eine „Kinderstube“ handelte, wo junge O. megalodon-Exemplare Schutz vor Raubtieren und reichlich Nahrung fanden. In der Gatún-Formation wurden größere Zähne gefunden, die wahrscheinlich zu erwachsenen Tieren gehörten. Sie waren vermutlich Fressfeinde der Jungtiere. Im Jahr 2013 wurden 22 weitere Exemplare in dieser Formation gefunden. Die meisten davon waren Jungtiere, was die „Kinderstuben“-Hypothese stützt. Da auch von anderen Haiarten dort Zähne von Jungtieren gefunden wurden, wird vermutet, dass diese Region von verschiedenen Haiarten als „Kinderstube“ genutzt wurde.
Andere „Kinderstuben“ wurden nahe dem Peace River in Kanada und in der Bone-Valley-Region in Florida gefunden. In beiden Regionen gibt es auch Knochen von Dugongs, Delfinen und kleinen Walen. In letzterer sind Knochen genannter Tiere mit Bissspuren bekannt, die wahrscheinlich von O. megalodon-Jungtieren stammen. Eine andere mögliche „Kinderstube“ befindet sich in South Carolina. Hierbei ist es allerdings unsicher, ob es sich um eine „Kinderstube“ handelt, da Zähne von neugeborenen O. megalodon-Exemplaren fehlen. Da „Kinderstuben“ nur in warmen Regionen bekannt sind, wird vermutet, dass junge O. megalodon-Exemplare kälteempfindlicher waren als erwachsene.
Anhand einzelner Wirbel konnte das individuelle Wachstum der Tiere untersucht werden. Die Wirbel bestehen aus ringförmigen Schichten, die vermutlich die jährlichen Zuwachszonen darstellen, vergleichbar den Baumringen. Das größte Wirbelexemplar der relativ vollständigen Rumpfwirbelsäule des Individuums aus Belgien (IRSNB P 9893) wies bei einem Durchmesser von 15,5 cm insgesamt  46 derartige Ringe auf, womit das Tier entsprechend in diesem Alter starb. Die Länge der Wirbelsäule für das Indivuiduum aus Belgien lässt eine Gesamtlänge von 16,4 m annehmen. Bei der Geburt war das Tier offensichtlich bereits rund 3,6 m lang, worüber einerseits der Kern des Wirbels Aufschluss gibt, andererseits erreichen Neugeborene der Makrelenhaie zwischen 20 und 45 % der Körperlänge des Muttertiers. Die anfängliche Wachstumsrate betrug den Berechnungen der einzelnen Wirbelschichten nach in den ersten zehn Jahren zwischen 34 und 41 cm, verlangsamte sich dann aber auf 20 bis 31 cm. Ausgehend davon, dass einzelne Funde auf bis zu 24 m lange Exemplare hinweisen, könnte die Lebenserwartung von O. megalodon bei 88 bis 100 Jahren gelegen haben. Die relative Größe der Jungtiere bei der Geburt hängt eventuell mit einem intrauterinen Kannibalismus zusammen, auch Oophagie genannt. Hierbei fressen die bereits geschlüpften Jungen die Eier ihrer Geschwister. Dadurch ist zwar die Anzahl des Nachwuchses geringer, dieser kommt aber bereits relativ groß zur Welt. Bekannt ist dies von verschiedenen Makrelenhaiartigen, etwa dem Sandtigerhai. Hier werden auch, verbunden mit der Ovoviviparie, die Ursachen für die enorme Körpergrößenentwicklung von O. megalodon gesehen, der innerhalb der räuberisch lebenden Makrelenhaiartigen keine andere Form nahekam. Andere Forscher erklären dies mit einem endothermen Körperhaushalt.

## Systematik
Ursprünglich wurde O. megalodon von Louis Agassiz, dem Autor der Erstbeschreibung, aufgrund der ähnlichen Zahnform neben dem Weißen Hai als weitere Art in die Gattung Carcharodon gestellt. Spätere Forscher unterstützten diese Klassifikation damit, dass der zweite Vorderzahn im Oberkiefer bei beiden Arten symmetrisch und jeweils der größte Zahn im Kiefer ist. Vergleichsuntersuchungen von Gordon Hubbel widersprechen jedoch dieser alten These. Hubbel stellte fest, dass beim Weißen Hai der dritte Zahn im vorderen Teil des Oberkiefers um einiges kleiner ist als die ersten beiden. Bei O. megalodon ist dieser nur geringfügig kleiner als die ersten beiden. Außerdem hat dieser Zahn beim Weißen Hai einen größeren Neigungswinkel. Hubbel schließt daraus, dass O. megalodon wahrscheinlich nicht (wie früher angenommen) der Vorfahre des Weißen Hais war und keine rezenten Nachfahren hat. Wenn man der Hypothese unterschiedlicher Gattungszugehörigkeit folgt, stammte der Weiße Hai wahrscheinlich von einer Gruppe ausgestorbener Makohaie ab, was durch vergleichende Untersuchungen zwischen dem Weißen Hai und dem ausgestorbenen Makohais Isurus hatalis unterstützt wird. In einer Analyse aus dem Jahr 2006 wurde ein Stammbaum von Nyberg und Kollegen veröffentlicht:
|                         | O. obliquus                                                    |
|                         |                                                                |
|                         | I. hastalis                                                    |
|                         |                                                                |
|                         | \| \| C. carcharias \| \| \| \| \| \| C. megalodon \| \| \| \| |
| Vorlage:Klade/Wartung/3 |                                                                |
|                         | C. carcharias                                                  |
|                         |                                                                |
|                         | C. megalodon                                                   |
|                         |                                                                |

|  | C. carcharias |
|  |               |
|  | C. megalodon  |
|  |               |

Nachfolgend unterstützten die meisten Wissenschaftler die Annahme, dass O. megalodon zur Gattung Carcharocles gehört, die 1923 aufgestellt wurde. Wenn man der Carcharocles-Theorie folgt, gehörte Megalodon nicht zur Familie Lamnidae, sondern zur Familie Otodontidae. Wahrscheinlich war die Gattung Carcharocles ein Schwestertaxon der Gattungen Otodus und Parotodus.
Es folgt ein Kladogramm von Hubbel und Kollegen aus dem Jahr 2009, welches Megalodon als Schwestertaxon von Otodus aufführt:
|  | O. obliquus  |
|  |              |
|  | C. megalodon |
|  |              |

|  | I. hastalis   |
|  |               |
|  | C. carcharias |
|  |               |

|  | O. obliquus  |
|  |              |
|  | C. megalodon |
|  |              |

|  | I. hastalis   |
|  |               |
|  | C. carcharias |
|  |               |

Bereits Anfang der 2010er Jahre zeigten einzelne phylogenetische Untersuchungen, dass Megalodon innerhalb der Otodontidae die Terminalform der Otodus-Gruppe bildet und durch die Ausgliederung in eine eigene Gattung Otodus wiederum poly- beziehungsweise paraphyletisch wird. Einige Wissenschaftler sahen daher Megalodon innerhalb der Gattung Otodus. Letztendlich überführten Kenshu Shimada und Forscherkollegen im Jahr 2017 Megalodon in die Gattung Otodus, was in der Folgezeit auch von anderen Wissenschaftlern unterstützt wurde.
Manche Autoren ordnen O. megalodon einer eigenen Gattung namens Megaselachus zu, weil Megalodon die seitlichen Zacken an der Zahnwurzel (wie bei anderen Carcharocles-Arten) fehlen. Andere verwenden Megaselachus, einschließlich Megalodon, sowie auch Carcharocles als Untergattung von Otodus.
Obwohl nicht so nah verwandt wie ursprünglich vermutet, hat der Weiße Hai von den rezenten Makrelenhaien am meisten mit O. megalodon gemeinsam und wird am häufigsten für Vergleiche herangezogen. Das liegt zum Teil daran, dass die Makrelenhaie als nächste heute lebende Verwandte der Otodontidae gesehen werden.

## Stammesgeschichte

### Ursprünge
Die Gattung Otodus trat erstmals im frühen Paläozän vor rund 66 Millionen Jahren auf. Es sind mehrere sich abwechselnde Arten bekannt. Eine der ältesten ist mit O. obliquus aus dem Unteren Eozän belegt. Fossilfunde liegen unter anderem aus dem Ouled-Abdoun-Becken und dem südwestlich anschließenden Ganntour-Becken in Marokko vor. Aus ersterem wurden 20 Zähne von bis zu 9 cm Länge und halb so viele Wirbel von bis zu 10 cm Durchmesser berichtet, letzteres wartet mit mehr als 200 Zähnen auf. Die Funde lassen Tiere von 4 bis 8 m Körperlänge annehmen. Die hohe Anzahl an Zähnen im Ganntour-Becken wird mit möglichen Paarungsgebieten in den ehemaligen Schelfgebieten erklärt. Weitere Funde kamen aus verschiedenen paläogenen Gesteinseinheiten in Alabama zu Tage. Die bereits beträchtlichen Körpermaße verweisen darauf, dass der Riesenwuchs der Fische schon sehr früh in der stammesgeschichtlichen Entwicklung begann. Da aber laut Isotopenanalysen schon die frühen Megalodon-Vertreter eine Position als Spitzenprädator einnahmen, bestand für die weitere extreme Körpergrößenzunahme hin zu O. megalodon keine Notwendigkeit mehr. Vielmehr wurde dies wohl durch die bedingte Endothermie und die intrauterine Oophagie begünstigt und vorangetrieben. Bei nachfolgenden Formen wie O. auriculatus aus dem Oberen Eozän, O. angustidens aus dem Oligozän und O. chubutensis aus dem Unteren Miozän kam es zu einer kontinuierlichen Vergrößerung der Zähne und einer Ausbildung einer feinen Zackung an den Rändern. Einen recht umfangreichen Fossilbeleg kann hierbei O. angustidens vorweisen. So sind gut 230 Zähne und 170 Wirbel aus der Boom-Clay-Formation in Belgien sowie 165 Zähne und 32 Wirbel aus der Otekaike-Limestone-Formation in Neuseeland dokumentiert. O. megalodon selbst trat im Verlauf des Miozäns erstmals auf. Mögliche frühe Nachweise aus dem frühen Abschnitt finden sich mit über 50 Zähnen in der Kokozura-Formation in Japan.

### Aussterben
Zum Aussterben von O. megalodon gibt es verschiedene Hypothesen. Eine besagt, dass die Entstehung des Isthmus von Panama den Weg zu den warmen Gewässern im westlichen Atlantik blockierte, die O. megalodon als Kinderstube brauchte.
Andere Hypothesen vermuten zu starke Konkurrenz mit anderen Beutegreifern wie Schwertwalen oder Weißen Haien. Schwertwale sind (ähnlich wie O. megalodon) Jäger von großen Walen und stellten daher Konkurrenz für ausgewachsene Tiere dar. Es ist auch möglich, dass große Gruppen von Schwertwalen Jagd auf O. megalodon gemacht haben. Weiße Haie waren möglicherweise Rivalen (oder Jäger) von Jungtieren. Die mögliche Bedeutung des Weißen Hais als Faktor für das Aussterben von O. megalodon wurde in einer Studie aus dem Jahr 2022 untermauert. Hierin ergaben Isotopenanalysen an in den Zähnen beider Arten eingelagertem Zink, dass diese zumindest im Verlauf des Pliozäns ähnliche Nahrungsressourcen nutzten, die sich aus Bartenwalen und eventuell auch Seekühen zusammensetzten. Eine direkte Konkurrenz lässt sich dadurch aber nicht zweifelsfrei belegen, da sowohl O. megalodon als auch der Weiße Hai durchaus unterschiedliche Beutearten bejagt haben könnten.
Eine weitere Hypothese besagt, dass die Beute von O. megalodon ebenfalls eine Rolle gespielt hat. Im Pliozän entwickelten Wale fortgeschrittenere Schwanzflossen und Schwimmmuskeln. Daher ist es möglich, dass O. megalodon sie nicht mehr jagen konnte, weil sie dadurch zu schnell geworden waren. Hinzu kommt noch, dass in dieser Zeit viele Wale in die Polarregionen wanderten, wohin O. megalodon sie nicht verfolgen konnte. Zudem wird vermutet, dass auch die konstante Körpertemperatur unabhängig von den äußeren Bedingungen einen Einfluss auf das Aussterben gespielt haben könnte. Endeothermie ist mit hohen energetischen Kosten verbunden, die in der Regel über die Nahrung gedeckt werden müssen. O. megalodon benötigte aufgrund seiner enormen Körpermasse entsprechend hohe Nahrungsmengen, die die Tiere im Zuge der klimatisch bedingten Umweltveränderungen im Verlauf des Pliozäns eventuell nicht mehr aufbringen konnten.
Es ist sehr wahrscheinlich, dass der Grund für das Aussterben von O. megalodon in einer Kombination mehrerer dieser Faktoren lag. Möglich ist auch, dass die (vermutete) mit der Zeit zunehmende Größe von O. megalodon eine Rolle spielte, weil große Tiere meistens empfindlicher gegenüber Veränderungen in ihrer Umgebung sind als kleinere.
Mutmaßungen im Bereich der Kryptozoologie, dass O. megalodon bis heute in der Tiefsee überlebt habe, sind nicht haltbar, da ein Leben in der Tiefsee Anpassungen an die extremen Bedingungen dort erfordert und O. megalodon Verhalten und Anatomie in kürzester Zeit komplett hätte verändern müssen.

## Ausstellung

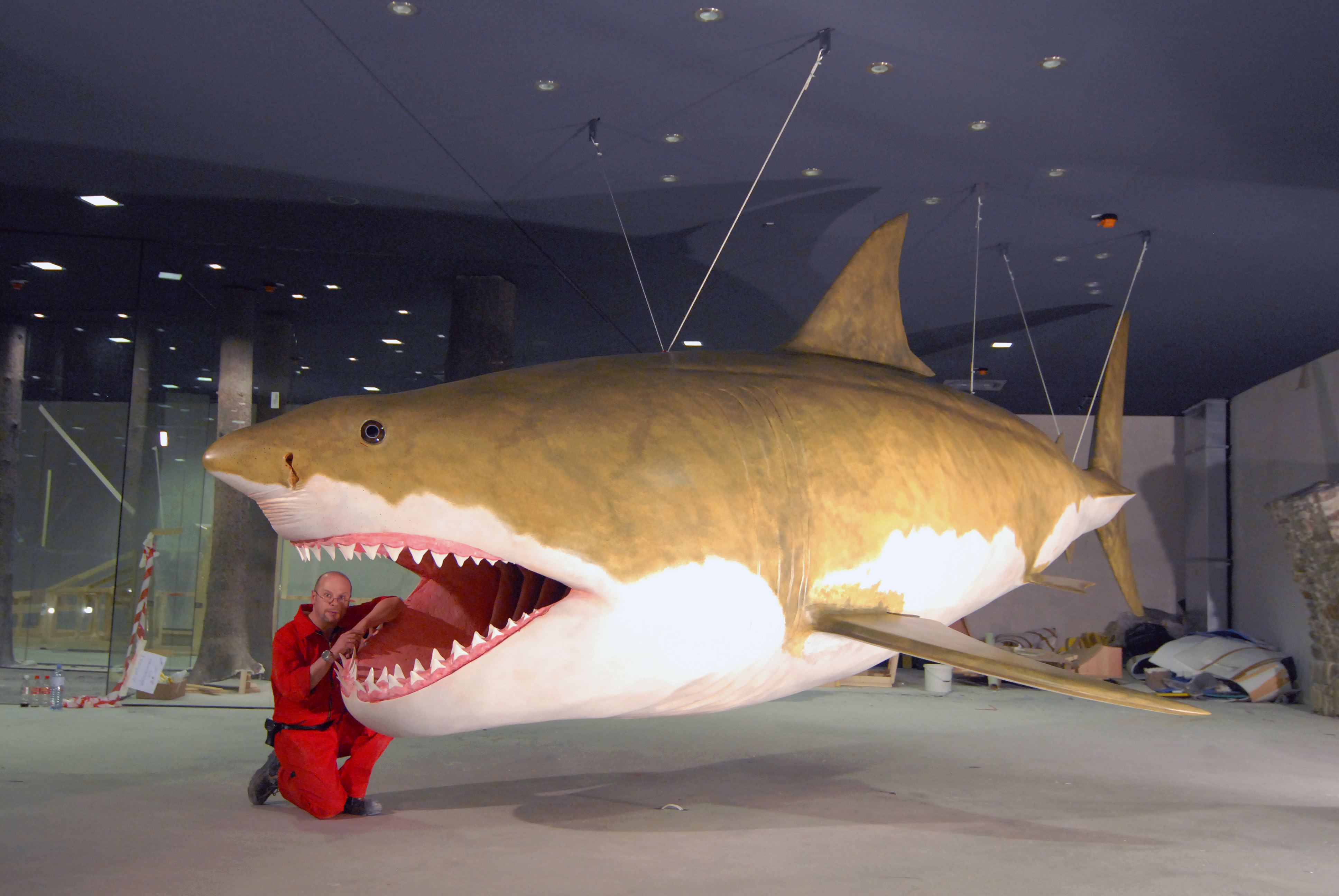
Hypothetisches Modell des Megalodon in Linz mit dem Präparator Werner Kraus

Das Oberösterreichische Landesmuseum in Linz zeigt in seiner Dauerausstellung Natur Oberösterreich seit 2010 ein Modell des Megalodon. Es wurde von dem Aachener Präparator Werner Kraus unter Berücksichtigung von letzten wissenschaftlichen Veröffentlichungen über Fossilien, auch über die aus der Pisco-Formation in Peru, erstellt. Im Calvert Marine Museum (CVM) in Solomons, (Maryland) in den USA ist ein rekonstruiertes O.-megalodon-Skelett ausgestellt. Außerdem gibt es eine ausgestellte Wirbelsäule im Musée Royal d’Histoire Naturelle in Brüssel.

## Kinofilme
In der Handlung der Science-Fiction-Filme Meg (2018) und Meg 2: Die Tiefe (2023) existieren in der Gegenwart überlebende Exemplare des Megalodon und werden in zahlreichen Trick-Szenen gezeigt.